# باري ستيرن (تاجر أعمال فنية)
باري ستيرن (بالإنجليزية: Barry Stern)‏ هو تاجر أعمال فنية أسترالي، ولد في 27 سبتمبر 1932 في سيدني في أستراليا.